# NGC 800
NGC 800 este o galaxie spirală situată în constelația Balena. A fost descoperită în 1885 de către Lewis A. Swift.